# 保全命令
保全命令（ほぜんめいれい）は、民事保全法に規定された「民事保全の命令」を指し、「仮差押命令」と「仮処分命令」の2つの総称である。保全命令は申し立てによって裁判所が行う（民事保全法2条1項）が、保全執行は申し立てにより裁判所または執行官が行う (同条2項) 。この区別は、民事執行において、債務名義（判決、仮執行宣言付き支払督促、執行受諾文言付き公正証書）の作成・公証を行う機関と執行機関とが分離していることに対応している。本項では、保全命令発令までの手続を概観する。

## 判断機関
保全命令の発令は裁判所が行う。民事保全事件の迅速性に鑑み、裁判官1名が裁判所を構成し単独で事件を処理することも多いが、法的に特に複雑・困難な事件や社会的に特に耳目を集める事件などでは合議体が担当することも多い。なお、民事保全に関する裁判は決定・命令で行われるので、保全異議以外の裁判は未特例判事補も単独で行うことができる（民事保全法3条、民事訴訟法123条、民事保全法36条）。
保全命令事件の管轄裁判所は原則として本案の管轄裁判所又は仮に差し押さえるべき物若しくは係争物の所在地を管轄する裁判所である（12条1項）。本案の訴えが特許権等に関する訴えである場合には、本案が東京地方裁判所・大阪地方裁判所に専属する関係上、保全命令事件の管轄裁判所も東京地裁・大阪地裁に限定されている（2項）。なお、保全命令事件の管轄は専属管轄である（6条）。専属管轄に違反した申立てがされた場合法律上の建前は移送をすることになるが、実際には債権者（申立人）に対して、申立てを取り下げて、正当な管轄裁判所に改めて申し立てるように促すことがほとんどである。その理由は、
1. 移送手続には、一定の時間がかかるため迅速な発令を受けられないこと
2. 移送決定に対し即時抗告する利益が債務者にも認められるので移送決定を債務者に告知しなければならず、保全命令の申立てがあったことを債務者に知られてしまうこと

である。

## 審理手続
保全命令の審理手続は、仮の地位を定める仮処分（仮地位仮処分）とその余の保全命令（仮差押命令・係争物に関する仮処分（係争物仮処分））とでは大きく異なる。
仮の地位を定める仮処分においては、口頭弁論又は債務者の立ち会うことのできる審尋の期日を経なければ発することができない（23条2項）。これは、仮地位仮処分においてはある程度紛争が成熟していること、いわゆる満足的仮処分（仮の賃金支払など本案で勝訴判決をもらうのと事実上替わらない保障を与えられるもの）が多く債務者の手続的保障の必要性が強いことから、債務者の主張を聴かなければ仮地位仮処分を発令できないとしていうものである。なお、実務上は、口頭弁論期日が開かれることは稀である。
これに対して、仮差押命令及び係争物仮処分においては、債務者の意見を聴かずに発令する。もし債務者の意見を聴くことを要求するならば、債務者に財産の処分・隠匿の機会を与え、これらの保全命令の趣旨に反する事態になるからである。なお、東京地裁保全部では全件債権者面接を行っている。

## 担保
保全命令は、被保全権利が存在し、債権者が係争物に関する権利を有し又は債権者・債務者間で仮の地位を定める必要性が一応認められる場合に発令されるが、後の訴訟手続で被保全権利が存在しなかった等が判明することもありうる。このような場合に債務者が被る損害の弁償に充てるために担保を立てることが要求されることがある。担保を立てるかどうか、担保をいつ立てるか（発令の前か後か）は、事件によって異なりうる。
担保は金銭の他裁判所が相当と認める有価証券（国債等）を供託所に供託する方法によって行われる（4条）。裁判所の許可を得て、銀行等の金融機関と支払保証委託契約（通称、ボンド）を締結する方法で担保提供しても良い（民事保全規則第2条）。
この担保は、保全処分（仮差押・仮処分）が取り下げられるか、失効するか、本案訴訟で勝訴するか、債務者・第三債務者の同意があるときでないと取り戻すことはできない。

## 保全命令の発令
保全命令は決定で行われるので、相当な方法で告知すれば足りるはずであるが、当事者に送達する必要がある。もっとも、保全執行が必要になる仮差押命令及び係争物仮処分においては債務者の処分・隠匿を防止する必要から、債務者への告知は保全執行が完了した後でされる。

## 不服申立て手段等
保全命令申立の却下決定に対して債権者は即時抗告をすることができる（19条）。
保全命令の認可に対しては債務者は保全命令を発した裁判所に対して保全異議（26条）、本案不起訴による保全取消し（37条）、事情変更による保全取消し（38条）、特別の事情による保全取消し（39条）を申し立てることができる。
債権者、債務者ともに、保全異議および保全取消しの結果に対して不服がある場合は、保全抗告（41条）をすることができる。